# 匡王
匡王（きょうおう、? - 紀元前607年）は、中国の春秋時代の周の王。姓は姫、名は班。

## 生涯
周の頃王の子として生まれた。紀元前613年春、頃王が死去すると、匡王は後を嗣いで周王として即位した。
周公閲と王孫蘇が周の政権を争った。周公閲が晋の裁定を求めると、匡王は王孫蘇との約束に背き、尹氏と聃啓に命じて晋に対して周公の立場を弁護させた。晋の趙盾が両者の争いを調停した。
この年、子叔姫の帰国を求める魯の東門襄仲（公子遂）の依頼を受けて、匡王は単伯を斉に派遣したが、単伯は斉に抑留された。紀元前612年、斉は単伯を釈放し、匡王の命に従って子叔姫を魯に帰した。
紀元前607年10月乙亥、匡王は死去し、弟の姫瑜（定王）が後を嗣いだ。